# Gia Cát Tử Kỳ
Gia Cát Tử Kỳ (sinh ngày 20 tháng 8 năm 1983) là người mẫu, diễn viên người Canada gốc Trung Quốc được biết đến là dòng dõi đời thứ 63 của Gia Cát Lượng.
Gia Cát Tử Kỳ sinh ra tại Bắc Kinh, quê gốc ở tỉnh Sơn Đông. Năm 6 tuổi theo gia đình di cư sang Canada. Ngày 20 tháng 3 năm 2012, cô kết hôn với Tiết Gia Lân (薛嘉麟), thiếu gia thứ hai của Tập đoàn Neway chuyên kinh doanh hệ thống chuỗi cửa hàng karaoke. Ngày 29 tháng 11 năm 2013, cô sinh con trai Tiết Hoa Thao (薛華韜).

## Tiểu sử
Gia Cát Tử Kỳ sinh ra trong gia đình giáo dục nghiêm khắc đặc biệt là kính trọng với bậc bề trên. Cha cô kinh doanh linh kiện điện tử còn mẹ là bà Tô Anh (蘇英), cựu quan chức gốc Bắc Kinh. Bà ngoại của Gia Cát Tử Kỳ là người Nhật Bản.

## Sự nghiệp
Khi còn ở Canada, Gia Cát Tử Kỳ sử dụng nghệ danh Gia Cát Nhất Tô (Noriko) với vai trò người dẫn chương trình cho các đài truyền hình tiếng Hoa trong khu vực như Fairchild Television và Talentvision, chủ trì chương trình "Thành Thị Diệu Thính Văn".
Sau khi trở về Hồng Kông, Gia Cát Tử Kỳ chủ yếu làm người mẫu, tham gia đóng một số quảng cáo thương mại như sản phẩm sữa mạch nha đông lạnh Horlicks, máy ảnh kỹ thuật số Canon, và là người đại diện hình ảnh cho Hiệp hội Du lịch Hồng Kông.
Ngoài ra, cô còn góp mặt trong hai bộ phim là Hooked on You và Love In Time.

## Danh sách phim

### Dẫn chương trình
- Talentvision: Thành Thị Diệu Thính Văn
- ATV：Thailand Delicacies, Korea Delicacies (2011)

### Phim điện ảnh
- Hooked on You (2007)
- Love In Time (2009)

### Chương trình truyền hình
- Happy Michelin 3 (2011)
- Chủ Bá Tân Nhân Vương (2011) (Asia Television Limited, ATV)